# Varmo
Varmo é uma comuna italiana da região do Friuli-Venezia Giulia, província de Udine, com cerca de 2.892 habitantes. Estende-se por uma área de 37 km², tendo uma densidade populacional de 78 hab/km². Faz fronteira com Bertiolo, Camino al Tagliamento, Codroipo, Morsano al Tagliamento (PN), Rivignano, Ronchis, San Michele al Tagliamento (VE).

## Demografia
| Variação demográfica do município entre 1861 e 2011                               |
|                                                                                   |
| Fonte: Istituto Nazionale di Statistica (ISTAT) - Elaboração gráfica da Wikipedia |